# Aeropuerto Golfo de Morrosquillo
El Aeropuerto Golfo de Morrosquillo (IATA: TLU, OACI: SKTL) es un aeropuerto regional ubicado en el municipio de Tolú en Colombia.
El cual está en renovación  y antes de navidad estará listo

## Aerolíneas y destinos

### Pasajeros
| Aerolíneas | Destinos                       |
| ---------- | ------------------------------ |
| Clic Air   | Medellín–Olaya Herrera         |
| SATENA     | Bogotá, Medellín–Olaya Herrera |

### Destinos nacionales
Se brinda servicio a 3 ciudades, dentro del país a cargo de 2 aerolíneas.
| Destino                                                                    | Nombre del aeropuerto              | Aerolíneas        | Frecuencias semanales |
| -------------------------------------------------------------------------- | ---------------------------------- | ----------------- | --------------------- |
| Medellín                                                                   | Aeropuerto Olaya Herrera           | Clic Air / SATENA | 28: 21 7              |
| Bogotá                                                                     | Terminal Puente Aéreo              | SATENA            | 2                     |
| Bucaramanga                                                                | Aeropuerto Internacional Palonegro | Clic Air          | Planes de Inicio      |
| Total: 3 destinos, 3 departamentos, 2 aerolíneas, 30 frecuencias semanales |                                    |                   |                       |

### Destinos Finalizados
Aerolíneas Extintas
- Aerolínea de Antioquia
  - Medellín - Aeropuerto Olaya Herrera
- Aces
  - Medellín - Aeropuerto Olaya Herrera

## [4]Referencias[1]
1. 1 2  Pulzo. «Paradisiaco destino de Colombia estrenaría renovado aeropuerto, justo para Navidad». pulzo.com. Consultado el 30 de noviembre de 2024.
2. 1 2  https://clicair.co/vuelos/tolu
3. 1 2 3 4  https://www.satena.com/comercial/rutas-destinos/tolu/
4. ↑   https://redmas.com.co/colombia/Destino-con-playas-de-ensueno-en-Colombia-albergara-un-nuevo-aeropuerto-Aerocivil-calcula-que-se-estrenara-en-dias-20241212-0037.html. Falta el |título= (ayuda)